# Kozlov u Velkého Újezdu
Kozlov (deutsch Koslau, 1939–1945 Kozlau) ist eine Gemeinde in Tschechien. Sie liegt neun Kilometer nördlich von Lipník nad Bečvou.

## Geographie
Kozlov befindet sich inmitten von Wäldern auf einer Hochfläche der Oberhubenberge an der europäischen Hauptwasserscheide in den Oderbergen. Rings um Kozlov entspringen u. a. die Oder, der Plazský potok, die Jezernice, die Říka, die Kyjanka und die Olešnice.
Nördlich erheben sich die Radeška (Winkelberg, 671 m), Lysá hora (Lieselberg, 620 m) und der Stráž (614 m), im Nordosten der Křížový kopec (Kreuzhügel, 661 m), östlich der Gerippeberg (662 m), südöstlich die Kopánky (583 m), die Obírka (622 m) und der Slavkovský vrch (Milchhübel, 636 m), südlich der Nad Ranošovem (550 m), Lomec (583 m) und Žalov (Muderberg, 487 m), im Südwesten der Kyjanický kopec (579 m), westlich der Holý kopec (600 m) und Růžový kopec (653 m) sowie im Nordwesten der Fidlův kopec (Fiedelhübel, 680 m).
Nachbarorte sind die Wüstungen Eliščiná und Nová Ves nad Odrou im Norden, die Wüstung Čermná und Boškov im Nordosten, Kouty, Středolesí und Uhřínov im Osten, Slavkov im Südosten, die Wüstung Ranošov im Süden, Kyjanice und Velký Újezd im Südwesten, Mrsklesy, Kovákov und Mariánské Údolí im Westen sowie die Wüstungen Varhošť und Velká Střelná im Nordwesten.
Kozlov liegt an der Staatsstraße 441.

## Geschichte
Die erste schriftliche Erwähnung des Dorfes Kossle erfolgte im Jahre 1364. Ab 1371 wurde der Ort als Cozlow und 1406 als Kozlow bezeichnet. Der Ort erlosch wahrscheinlich während des Böhmisch-ungarischen Krieges und wurde 1491 als wüst bezeichnet.
Der aus Boblowitz im Herzogtum Troppau stammende Edelmann Erasmus von Bobolusk, der im 16. Jahrhundert zunächst das Gut Veselíčko erwarb, kaufte 1548 von Johann von Pernstein auf Helfenstein den Markt Horní Újezd und mehrere Dörfer im nordwestlichen Teil der Helfensteiner Herrschaft, darunter auch das wüste Kozlov, und legte damit den Grundstein für die Herrschaft Veselíčko. Im Jahre 1573 ging Veselíčko im Erbfall an die Podstatzky von Prusinowitz über. 1659 ließ Georg Valerian Podstatzky von Prusinowitz die Fluren des wüsten Dorfes Kozlow mit deutschen Siedlern aus seiner Herrschaft Bartošovice neu besiedeln. Weitere Namensformen waren Koslau (ab 1720), Kozlau (ab 1751) und Kozlowium (1771). Die Matriken wurden ab 1693 in Osek nad Bečvou, ab 1712 in Jestřabí und schließlich seit 1737 in Velký Újezd geführt. Im Jahre 1762 beerbte Alois Ernst Podstatzky-Prusinowitz seinen Vetter Franz Anton Graf von Liechtenstein-Kastelkorn auf Telč unter der Bedingung der Verbindung des Namens und Wappens der Liechtenstein-Kastelkorn mit denen der Podstatský-Prusinowitz. 1793 entstand im Tal der Oder die Ansiedlung Liselsberg. 1794 lebten in Koslau 584 Menschen. Die Schule eröffnete 1789 und bezog 1829 ein neues Schulgebäude. Bis zur Mitte des 19. Jahrhunderts blieb Koslau immer zur Herrschaft Veselíčko und den Grafen Podstatzky-Liechtenstein untertänig.
Nach der Aufhebung der Patrimonialherrschaften bildete Koslau/Kozlov ab 1850 einen Ortsteil des Marktes Velký Újezd in der Bezirkshauptmannschaft Mährisch Weißkirchen und dem Gerichtsbezirk Leipnik. Im Jahre 1855 wurde Koslau zusammen mit Velký Újezd dem Bezirk Leipnik zugeordnet, ab 1868 gehörte das Dorf wieder zum Bezirk Mährisch Weißkirchen. Die Bewohner lebten von der Landwirtschaft oder arbeiten im Privat-Forstrevier Veselíčko, dessen Verwaltung ihren Sitz im benachbarten Prussinowitz hatte. 1884 löste sich Koslau von Velký Újezd los und bildete mit den Ansiedlungen Kianitz und Liselsberg eine eigene Gemeinde. 1921 hatte das Dorf 570 durchweg deutschsprachige Einwohner. Im Jahre 1930 bestand die Gemeinde aus 86 Häusern und hatte 526 Einwohner, darunter sechs Tschechen. Im Ort bestand ein Sägewerk der Grafen Podstatzky-Liechtenstein. Nach dem Münchner Abkommen wurde Kozlau 1938 dem Deutschen Reich zugeschlagen und gehörte bis 1945 zum Landkreis Bärn und Gerichtsbezirk Stadt Liebau. 1939 lebten in Kozlau 524 Menschen. Nach dem Ende des Zweiten Weltkrieges kam das Dorf zur Tschechoslowakei zurück und wurde wieder Teil des Okres Hranice und Gerichtsbezirkes Lipník. Die deutschen Bewohner wurden vertrieben. Nach der Errichtung des Truppenübungsplatzes Libavá wurde Kozlov 1949 dem Okres Olomouc zugeordnet und im Jahre 1950 nach Město Libavá eingemeindet. Das alte Dorf wurde größtenteils abgerissen und Plattenbauten errichtet. Im Jahre 1991 lebten in Kozlov 174 Menschen. Beim Zensus von 2001 wurden 45 Häuser und 274 Einwohner gezählt. Kozlov wurde vorwiegend von Zivilbeschäftigten des Truppenübungsplatzes, vor allen Forstleuten, bewohnt. Im Ort besteht eine Grundschule. Seit 2016 bildet Kozlov eine Gemeinde.

## Gemeindegliederung
Die Gemeinde Kozlov besteht aus den Ortsteilen Kozlov (Koslau) und Slavkov (Schlock). Grundsiedlungseinheiten sind Kozlov, Ranošov (Neu Prussinowitz) und Slavkov. Zu Kozlov gehört außerdem die Wüstung Kyjanice (Kianitz).
Das Gemeindegebiet gliedert sich in die Katastralbezirke Kozlov u Velkého Újezdu und Kozlov u Velkého Újezdu I.

## Sehenswürdigkeiten
- Filialkirche St. Josef, erbaut 1927
- Oderquelle, anderthalb Kilometer nordnordwestlich des Dorfes, die 1850 an der Unterquelle der Oder errichtete Kapelle wurde 1910 erneuert und wurde später während eines Sturmes durch umstürzende Bäume zerstört. Heute befindet sich dort ein hölzerner Altan.
- Denkmal Zákřovský Žalov, errichtet 1949, südlich des Dorfes im Wald bei Kyjanice am Platz des Massakers von Kianitz
- Zelený kříž (Grünes Kreuz) nordöstlich, am Abzweig nach Slavkov
- Burgruine Drahotuše